# Paul Ricard
Paul Ricard (9. července 1909, Marseille – 7. listopadu 1997) byl francouzský podnikatel, zakladatel stejnojmenné firmy, která v roce 1975 fúzovala se svým konkurentem – společností Pernod. Fúzí vznikl koncern Pernod Ricard.
Ricard poté co po dlouhotrvajících experimentech získal 7. dubna 1932 dekret na anýzový nápoj s obsahem 40 procent alkoholu, založil v Marseille Société Paul Ricard. Na trh uvedl první opravdu stabilizovaný francouzský národní nápoj – pastis, který měl nahradit od roku 1915 zakázaný absint. Po zákazu absintu se totiž řada společností, mezi jinými i Pernod, snažila vyrábět dobrý a trvanlivý pastis. Během jediného následujícího roku, kdy obcházel marseilleské kavárny a dával svůj Ricard Pastis ochutnat, jej prodal 250 000 litrů.
V roce 1940 zakázal výrobu i konzumaci pastisu Vichistický režim. O čtyři roky později se jeho výroba stala opět legální.
V roce 1968 odešel Paul Ricard do penze.